# Drei Väter zuviel
Drei Väter zuviel (Originaltitel: Mon père, ma mère, mes frères et mes sœurs) ist eine französisch-spanische Filmkomödie von Charlotte de Turckheim aus dem Jahr 1999.

## Handlung
Die attraktive Anne ist Mitte 30, erfolgreiche Biologin und alleinerziehende Mutter in Paris. Ihre drei Kinder Julien, Clementine und Victor stammen von drei verschiedenen Männern und haben ihren jeweiligen Vater noch nie gesehen. Zu seinem Geburtstag wünscht sich ihr jüngster Sohn Victor, endlich seinen Vater kennenzulernen. Zu diesem Zweck sorgt seine Großmutter dafür, dass sowohl Anne mit ihren Kindern als auch die drei Väter durch den Gewinn eines Preisausschreibens im selben Hotel in Mexiko Urlaub machen. Anne, die es nie über sich bringen konnte, den Vätern ihrer Kinder reinen Wein über ihren Nachwuchs einzuschenken, ahnt nicht, was ihr bevorsteht, als sie mit ihren Sprösslingen und ihrer besten Freundin Jeanne in Mexiko eintrifft.
Victor freundet sich schnell mit einem Jungen in seinem Alter an, bei dessen Vater Jean-Louis es sich um den Erzeuger von Clementine handelt. Jean-Louis war einst Annes Professor. Sie unterhielten eine kurze Liaison und verloren sich aus den Augen, als Jean-Louis eine Stelle an einer anderen Universität annahm und eine andere Frau heiratete. Während Anne Jean-Louis sofort wiedererkennt, kann er sich nicht mehr an sie erinnern. Als Clementine erfährt, dass Jean-Louis ihr Vater ist, will sie ihn unbedingt näher kennenlernen. Bei der erstbesten Gelegenheit, mit ihm Zeit zu verbringen, freundet sie sich sogleich mit ihm an und entdeckt Gemeinsamkeiten wie die Vorliebe für scharfe Speisen.
Annes ältester Sohn Julien bandelt unterdessen mit der hübschen Margot an, die mit ihrer übellaunigen Patentante Martine und deren Freunden angereist ist. Kurz darauf trifft auch Martines Mann Guy mit einem Hubschrauber ein. Wie sich herausstellt, ist Guy der Vater von Julien. Doch im Gegensatz zu Clementine will Julien seinen Vater nicht kennenlernen. Guy war früher ein talentierter Musiker, der aber inzwischen seinen Lebensunterhalt als Gebrauchtwagenhändler verdient, wofür ihn Julien verachtet. Victor wiederum ist traurig, dass er seinen Vater immer noch nicht kennengelernt hat. Bei einer Auseinandersetzung mit seinen Geschwistern und seiner Mutter, erfahren diese, dass das Treffen mit den jeweiligen Vätern von ihm und Annes Mutter geplant war. Daraufhin spricht sich Anne mit Guy aus, der nach all den Jahren immer noch in sie verliebt ist. Sie verrät ihm jedoch nicht, dass Julien sein Sohn ist. Zudem will sie sich nicht noch einmal auf ihn einlassen, hatte sie sich doch vor dem Urlaub in einen Mann namens Gaspard verliebt. Am folgenden Abend treffen sich Guy und Julien zufällig am Strand. Sie unterhalten sich, und Julien stellt fest, dass sein Vater viel sympathischer ist, als er gedacht hat.
Nachdem endlich auch Victors Vater Vincent mit seiner Freundin auf einem Segelboot eingetroffen ist, sucht Anne das Gespräch mit ihm. Auch Victor ist dabei, als Anne Vincent fragt, ob er je Kinder haben wollte. Als Vincent gesteht, nie Interesse an eigenen Kindern gehabt zu haben, ist Victor erneut betrübt. Da seine Mutter Guy, Jean-Louis und Vincent nicht die Wahrheit sagen will, veranstaltet er im Hotel eine kleine Musikshow, bei der alle Lieder von Familien und alleinerziehenden Müttern handeln. Auch Anne muss auf die Bühne und peinlich berührt ein ebensolches Lied vortragen. Auf der Toilette geraten Anne und ihre Kinder anschließend in Streit, ohne zu wissen, dass das Mikrofon in Victors Jackentasche noch eingeschaltet ist, sodass alle Hotelgäste und die Väter mit ihren jeweiligen Frauen die Wahrheit erfahren. Als Anne mit ihren Kindern in den Saal zurückkehrt, greift Guys Frau Martine sie verbal an und verlangt einen Vaterschaftstest. Auch Vincent verliert die Fassung. Er will keinen Sohn und verlässt wütend den Saal.
Am nächsten Morgen will Victor mit seinem Vater sprechen, doch weist ihn dieser erneut zurück. Enttäuscht läuft Victor davon und geht allein in den mexikanischen Dschungel. Dort stürzt er von einem Felsen, verletzt sich am Bein und wird von einer giftigen Schlange bedroht. An der folgenden Suchaktion beteiligt sich auch Vincent, der Victor schließlich findet, sich für sein Verhalten entschuldigt und seinen Sohn ins Hotel zurückbringt. Alle sind erleichtert und glücklich, Anne umso mehr, als auch Gaspard eintrifft. Während Annes beste Freundin Jeanne in Mexiko bleiben will, weil sie sich in einen Mexikaner verliebt hat, reisen Anne und ihre Kinder mit einem Schiff Richtung Heimat. Auch Guy und Jean-Louis reisen ab. Vincent segelt ihnen hinterher und lässt Victor auf seinem Boot das Steuer übernehmen.

## Hintergrund
Es handelt sich um das Regiedebüt der Schauspielerin Charlotte de Turckheim, die auch am Drehbuch beteiligt war und die Rolle der Jeanne übernahm. Die Dreharbeiten fanden vom 28. September bis 23. November 1998 in Paris und Mexiko statt. Für das Szenenbild waren Patrick Pasquier und Javier Po zuständig. Für die Kostüme sorgte Marylin Fitoussi. Das Budget lag bei 5,33 Millionen Euro.
Drei Väter zuviel kam am 16. Juni 1999 in die französischen Kinos, wo den Film über 714.000 Zuschauer sahen. In Deutschland wurde die Filmkomödie erstmals am 16. April 2001 von VOX im Fernsehen gezeigt.

## Kritiken
„Humoriges Regiedebüt der Schauspielerin Charlotte de Turckheim, die eine Familienkatastrophe mit glücklichem Ausgang beschreibt“, befand das Lexikon des internationalen Films. Die Filmzeitschrift Cinema fand den Film „[w]itzig“. Prisma zufolge „kommen die Dialoge reichlich dünn daher“. Victoria Abril könne zwar „ihre ganze schauspielerische Erfahrung“ aufbieten, „doch auch sie kann diesen Streifen nicht retten“.